# Zaak-Dorothea van Wijlick
De zaak-Dorothea van Wijlick was een rechtszaak en onderzoek naar aanleiding van de dood van een gefortuneerde Nederlandse weduwe in 1983. Haar dood werd gezien als misdrijf. De verpleger, Dick van Leeuwerden (1944-2020), die haar had verzorgd, werd veroordeeld voor moord. Van Leeuwerden heeft zijn straf uitgezeten maar bleef proberen zijn onschuld te bewijzen. Hij heeft meerdere herzieningsverzoeken ingediend bij de Hoge Raad.

## Gebeurtenis
De gefortuneerde weduwe Dorothea Carolina Maria van Wijlick (Venlo, 15 november 1910 – Amsterdam, 5 november 1983) huwde in september 1983 haar openlijk homoseksuele butler Dick van Leeuwerden. Hij is ongeveer 33 jaar jonger. Het huwelijk werd in Vinkeveen gesloten, om het geheim te houden voor haar kinderen. Van Leeuwerden verklaarde tijdens de latere rechtszaak dat het huwelijk was gesloten opdat hij van de weduwe zou erven. Als verpleger van Van Wijlick kon hij niet van haar erven, maar als haar echtgenoot wel. Het vermogen van de weduwe bedroeg 1,8 miljoen gulden.
Vijf weken na het huwelijk overleed Dorothea van Wijlick. Patholoog-anatoom Jan Zeldenrust constateerde een onnatuurlijke dood.

## Veroordeling
Van Leeuwerden werd op 13 mei 1985 veroordeeld tot twaalf jaar gevangenisstraf wegens moord. Volgens de processtukken zou Van Leeuwerden de moord hebben gepleegd door Van Wijlick soep te serveren waaraan hij zogenaamde Surinaamse rum, 90% alcohol, had toegevoegd, en door haar een mengsel van wijn, gin en rum te drinken te geven. Dit, terwijl hij wist dat zij een hartkwaal had en zij tekenen vertoonde van lichamelijk onwel bevinden. Hij had geen medische hulp ingeroepen, terwijl hij wist dat haar bloeddruk extreem hoog was, meer dan 200 mm/Hg bovendruk.

## De bewijsvoering
In hoger beroep heeft het Gerechtshof uitgebreid opgesomd welke bewijsmiddelen het Hof tot de overtuiging hadden gebracht dat Van Leeuwerden schuldig was aan moord. De eigen verklaring van de verdachte speelde daarbij een grote rol. Naast de verklaring dat hij met het slachtoffer was gehuwd om haar geld verklaarde Van Leeuwerden ook dat hij wist dat Van Wijlick medicijnen gebruikte welke in combinatie met alcohol een negatieve uitwerking konden hebben.
Het bewijs berustte verder op de verklaring van twee getuigen. Uit die verklaringen, gedaan ter zitting van het Hof, bleek dat Van Leeuwerden voor de fatale avond meermalen had gesproken over de mogelijkheid dat Van Wijlick snel zou overlijden, dat hij begreep dat bepaalde voorwerpen na het overlijden beter konden 'verdwijnen' omdat die mogelijk vragen van de dokter en/of de politie zouden oproepen, en dat hij bewust geen dokter had gewaarschuwd.
De verklaringen werden ondersteund door het sectie-rapport van de patholoog-anatoom, die verklaarde dat de door het slachtoffer gebruikte medicijnen in combinatie met alcohol een verklaring voor haar dood kan zijn.
Het voornaamste verweer dat namens Van Leeuwerden werd gevoerd betrof het (ontbreken van het) causale verband tussen de verweten gedraging en de dood van het slachtoffer. Dat verweer werd door het Hof verworpen, waarbij het Hof vooropstelt dat Van Leeuwerden gedreven werd door de wens om het vermogen van Van Wijlick te bemachtigen. Doorslaggevend voor het Hof is dat de deskundige, Zeldenrust, slechts een alternatieve doodsoorzaak kon bedenken, welke volgens het Hof gezien de vastgestelde feiten zo onwaarschijnlijk was dat de gedragingen van de verdachte juridisch gezien als oorzaak van de dood van het slachtoffer moet worden aangemerkt.
Van Leeuwerden heeft zijn straf uitgezeten en kwam in 1993 vrij.

## Nieuwe feiten
De huisarts van Van Leeuwerden, Henk Laane, gelooft in zijn onschuld. Dit heeft tot zes herzieningsverzoeken bij de Hoge Raad geleid. Het laatste verzoek is verworpen op 19 december 2006.
Op 1 oktober 2012 werd de Wet herziening ten voordele van kracht. Deze wet verruimt de mogelijkheden tot herziening van een afgesloten strafzaak. Door deze wet kan een nieuw deskundigeninzicht een nieuw feit zijn dat heropening kan rechtvaardigen. In augustus 2013 werd een zevende herzieningsverzoek ingediend.
Verschillende medici weerspreken de verklaring van Zeldenrust dat Atosil gevaar op kan leveren voor de gezondheid bij gebruik in combinatie met alcohol. Daarnaast hebben de beide getuigen hun verklaringen bij de notaris ingetrokken. Ze verklaarden onder druk te zijn gezet om hun eerdere verklaring af te leggen. Nader onderzoek heeft afgestorven weefsel in de hartspier van het slachtoffer aangetroffen, wat zou wijzen op een eerder opgetreden hartinfarct, een infarct dat al meerdere uren bezig was alvorens het letaal verliep. Dit proces was onomkeerbaar, waardoor reanimatie niet zou hebben geholpen.

## Reactie op de herzieningsverzoeken
De Hoge Raad noemde de ontwikkelingen in het zesde herzieningsverzoek geen nieuwe feiten, maar 'voortschrijdend inzicht' en daarom geen grond voor revisie. Kennis over het stil infarct zou voor het Hof geen verschil hebben gemaakt. Het zevende herzieningsverzoek is door de Hoge Raad op 12 september 2017 afgewezen.
In december 2022 werd namens de (inmiddels overleden) veroordeelde een verzoek gedaan aan de Procureur-Generaal bij de HR om op grond van inmiddels naar voren gekomen nieuwe gegevens een herzieningsaanvraag te doen. Artikel 458 lid 1 Sv. kent die bevoegdheid toe aan de PG indien de gewezen verdachte is overleden. De Advocaat-Generaal mr. A. Harteveld kwam in december 2023 tot het oordeel, dat de aangevoerde gronden geen relevente nieuwe omstandigheden opleverden, en dat dus geen herziening zou worden gevraagd, en dat er ook geen reden was om nader onderzoek te vragen aan de ACAS (Adviescommissie afgesloten strafzaken).